# Canton de Laxou
Le canton de Laxou est une circonscription électorale française située dans le département de Meurthe-et-Moselle en la région Grand Est.

## Géographie
Ce canton est organisé autour de Laxou dans l'arrondissement de Nancy. Son altitude varie de 224 m (Laxou) à 381 m (Villers-lès-Nancy) pour une altitude moyenne de 269 m.

## Histoire
Ce canton a été créé par décret du 25 janvier 1982 réorganisant les cantons de Pompey et de Vandœuvre-lès-Nancy.
Il avait été modifié par le décret du 21 février 1997 réorganisant les cantons de Laxou, de Nancy-Ouest et de Pompey en quatre cantons. Ce redécoupage a été annulé par arrêt du Conseil d'État en date du 13 novembre 1998.
Par décret du 26 février 2014, le nombre de cantons du département est divisé par deux, avec mise en application aux élections départementales de mars 2015. La composition du canton de Laxou n'est pas modifiée par ce décret, mais le canton devient une circonscription électorale.

## Représentation

### Représentation avant 2015
| Période | Période | Identité         | Étiquette | Qualité                                                                                 |
| ------- | ------- | ---------------- | --------- | --------------------------------------------------------------------------------------- |
| 1982    | 1994    | Jean Bernadaux   | UDF       | Directeur d'école honoraire Sénateur (1992-2001) Maire de Villers-lès-Nancy (1980-2001) |
| 1994    | 2008    | Claude Guillerme | UDF       | Enseignant, conseiller de René Monory (1986-1988) Maire de Laxou (1989-2008)            |
| 2008    | 2015    | Pierre Baumann   | DVG       | Technicien à Pôle emploi Conseiller municipal de Laxou                                  |

### Représentation à partir de 2015
| Période élective | Période élective | Mandat | Mandat   | Identité               | Nuance | Nuance | Qualité |
| ---------------- | ---------------- | ------ | -------- | ---------------------- | ------ | ------ | --- |
| 2015             | 2021             | 2015   | 2021     | Pierre Baumann         |        | PS     | Technicien à Pôle emploi, conseiller municipal de Laxou |
| 2015             | 2021             | 2015   | 2021     | Valérie Beausert-Leick |        | PS     | Chargée de mission académique, conseillère municipale de Villers-lès-Nancy 1re vice-présidente déléguée à la solidarité avec les territoires et aux stratégies d’aménagement Présidente du Conseil départemental de juillet 2020 à juin 2021 |
| 2021             | 2028             | 2021   | en cours | Nathalie Engel         |        | DVC    | Responsable publicité pour la La Semaine Nancy Conseillère municipale de Villers-lès-Nancy |
| 2021             | 2028             | 2021   | en cours | Laurent Garcia         |        | MoDem  | Cadre GRTgaz Maire de Laxou Député de Meurthe-et-Moselle |

### Résultats détaillés

#### Élections de mars 2015
À l'issue du 1er tour des élections départementales de 2015, deux binômes sont en ballottage : Pierre Baumann et Valérie Beausert-Leick (PS, 44,93 %) et Carole Breneur et Alain Chardon (UDI, 35,41 %). Le taux de participation est de 51,8 % (9 853 votants sur 19 020 inscrits) contre 48,16 % au niveau départemental et 50,17 % au niveau national.
Au second tour, Pierre Baumann et Valérie Beausert-Leick (PS) sont élus avec 50,46 % des suffrages exprimés et un taux de participation de 49,36 % (4 416 voix pour 9 388 votants et 19 020 inscrits).

#### Élections de juin 2021
Le premier tour des élections départementales de 2021 est marqué par un très faible taux de participation (33,26 % au niveau national). Dans le canton de Laxou, ce taux de participation est de 38,07 % (6 936 votants sur 18 218 inscrits) contre 29,74 % au niveau départemental. À l'issue de ce premier tour, deux binômes sont en ballottage : Pierre Baumann et Valérie Beausert-Leick (Union à gauche avec des écologistes, 44,16 %) et Nathalie Engel et Laurent Garcia (Union au centre et à droite, 42,56 %). Au soir du 27 juin, le binôme Engel-Garcia sort vainqueur de l'élection avec 52,65 % des voix.
Le second tour des élections est marqué une nouvelle fois par une abstention massive équivalente au premier tour. Les taux de participation sont de 34,36 % au niveau national, 30,76 % dans le département et 41,77 % dans le canton de Laxou. Nathalie Engel et Laurent Garcia (Union au centre et à droite) sont élus avec 52,66 % des suffrages exprimés (3 840 voix pour 7 611 votants et 18 222 inscrits),,. 

## Composition

Situation du canton de Laxou dans l'arrondissement de Nancy avant 2015.

Depuis sa création, le canton de Laxou comprend deux communes entières,.
| Nom                           | Code Insee | Intercommunalité         | Superficie (km2) | Population (dernière pop. légale) | Densité (hab./km2) | Modifier                                    |
| ----------------------------- | ---------- | ------------------------ | ---------------- | --------------------------------- | ------------------ | ------------------------------------------- |
| Laxou (bureau centralisateur) | 54304      | Métropole du Grand Nancy | 15,94            | 15 126 (2022)                     | 949                | modifier les données · modifier les données |
| Villers-lès-Nancy             | 54578      | Métropole du Grand Nancy | 9,95             | 14 938 (2022)                     | 1 501              | modifier les données · modifier les données |
| Canton de Laxou               | 5406       |                          | 25,89            | 30 064 (2022)                     | 1 161              | modifier les données                        |

## Démographie

### Démographie avant 2015
| 1982   | 1990   | 1999   | 2006   | 2011   | 2012   |
| ------ | ------ | ------ | ------ | ------ | ------ |
| 33 138 | 32 005 | 30 982 | 30 734 | 29 132 | 29 229 |

### Démographie depuis 2015
En 2022, le canton comptait 30 064 habitants, en évolution de +4,48 % par rapport à 2016 (Meurthe-et-Moselle : −0,13 %, France hors Mayotte : +2,11 %).
| 2013   | 2018   | 2022   |
| ------ | ------ | ------ |
| 28 814 | 28 858 | 30 064 |